# Return of Crystal Karma
Return of Crystal Karma (o R.O.C.K.) è un album in studio da solista del cantante e bassista britannico Glenn Hughes (Deep Purple, Black Sabbath, Trapeze), pubblicato nel 2000.

## Tracce
1. The State I'm In
2. Midnight Meditated
3. It's Alright
4. Switch the Mojo
5. Gone
6. The Other Side of Me
7. Angela
8. Owed to J
9. This Life
10. Days of Avalon